# Brownea ucayalina
Brownea ucayalina är en ärtväxtart som först beskrevs av Huber, och fick sitt nu gällande namn av Adolpho Ducke. Brownea ucayalina ingår i släktet Brownea och familjen ärtväxter. Inga underarter finns listade i Catalogue of Life.